# Région métropolitaine de João Pessoa
La région métropolitaine de João Pessoa fut créée en 2003. Elle regroupe 12 municipalités formant une conurbation autour de João Pessoa.
Elle s'étend sur 2 273 km² pour une population totale de 1 146 461 habitants en 2009.

## Noyau métropolitain

région métropolitaine de João Pessoa

| Ville                  | Population (hab.) | Superficie (km²) |
| ---------------------- | ----------------- | ---------------- |
| João Pessoa            | 702 235           | 210              |
| Santa Rita             | 126 775           | 727              |
| Bayeux                 | 96 198            | 32               |
| Cabedelo               | 51 865            | 31               |
| Mamanguape             | 41 677            | 349              |
| Rio Tinto              | 23 788            | 466              |
| Conde                  | 20 849            | 173              |
| Caaporã                | 20 064            | 150              |
| Alhandra               | 18 941            | 182              |
| Pitimbu                | 16 832            | 136              |
| Cruz do Espírito Santo | 15 854            | 196              |
| Lucena                 | 11 383            | 89               |
| Total                  | 1 146 461         | 2 741            |